# عسلة هلباء
عسلة هلباء (الاسم العلمي:Lonicera hirsuta) هي نوع من النباتات يتبع جنس العسلة من الفصيلة المعزية الورق.